# Семюель Мосберг
Семюель Мосберг (англ. Samuel Mosberg; 14 червня 1896 — 30 серпня 1967) — американський боксер, олімпійський чемпіон 1920 року. 

## Аматорська кар'єра
Олімпійські ігри 1920
- 1/8 фіналу. Переміг Джозефа Солвінто (Франція)
- 1/4 фіналу. Переміг Фредеріка Грейса (Велика Британія)
- 1/2 фіналу. Переміг Річарда Беланда (Південно-Африканська Республіка)
- Фінал. Переміг Готфреда Йохансена (Данія)